# Miedary

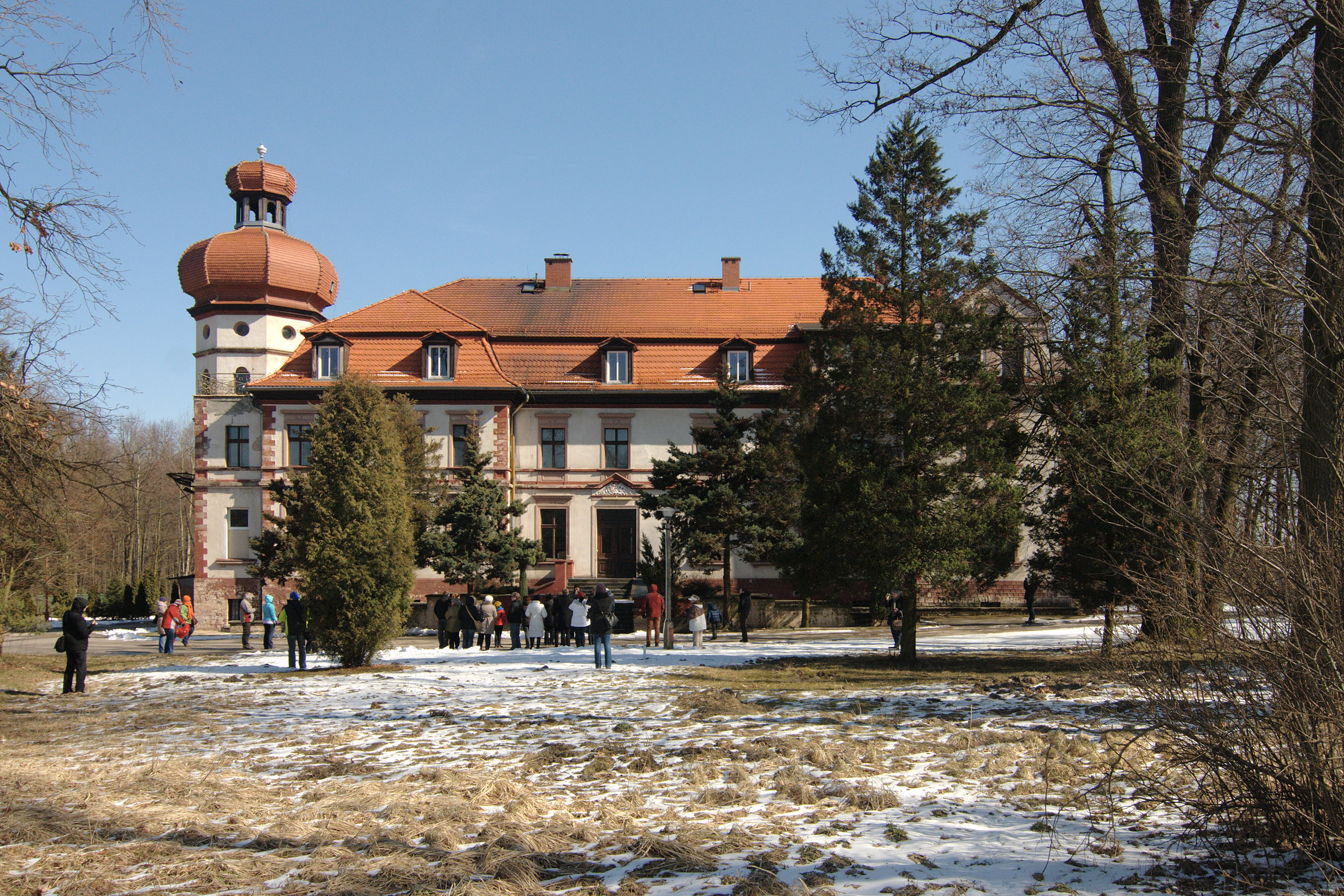
Das Schloss in Kopanina

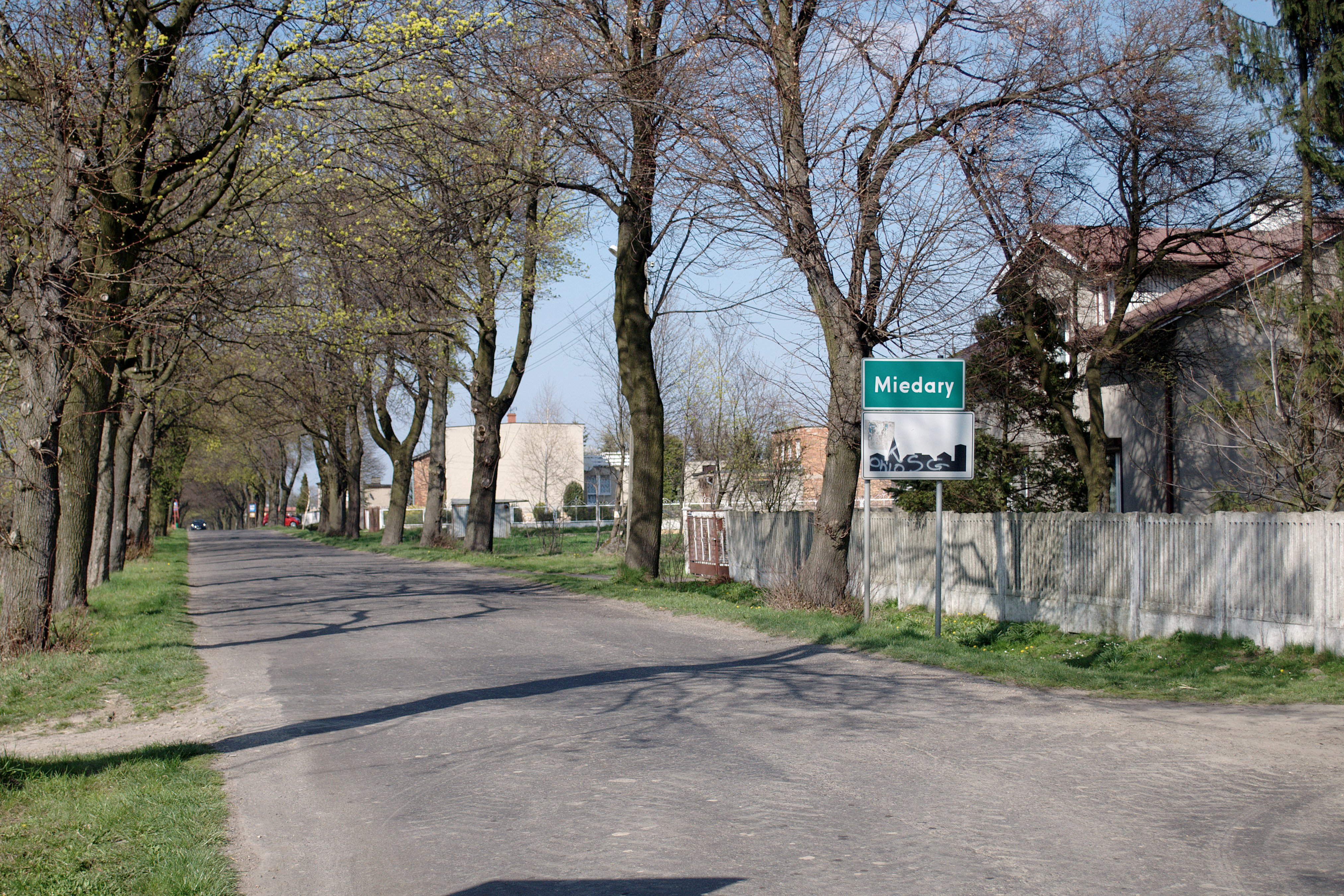
Ortsansicht mit Allee

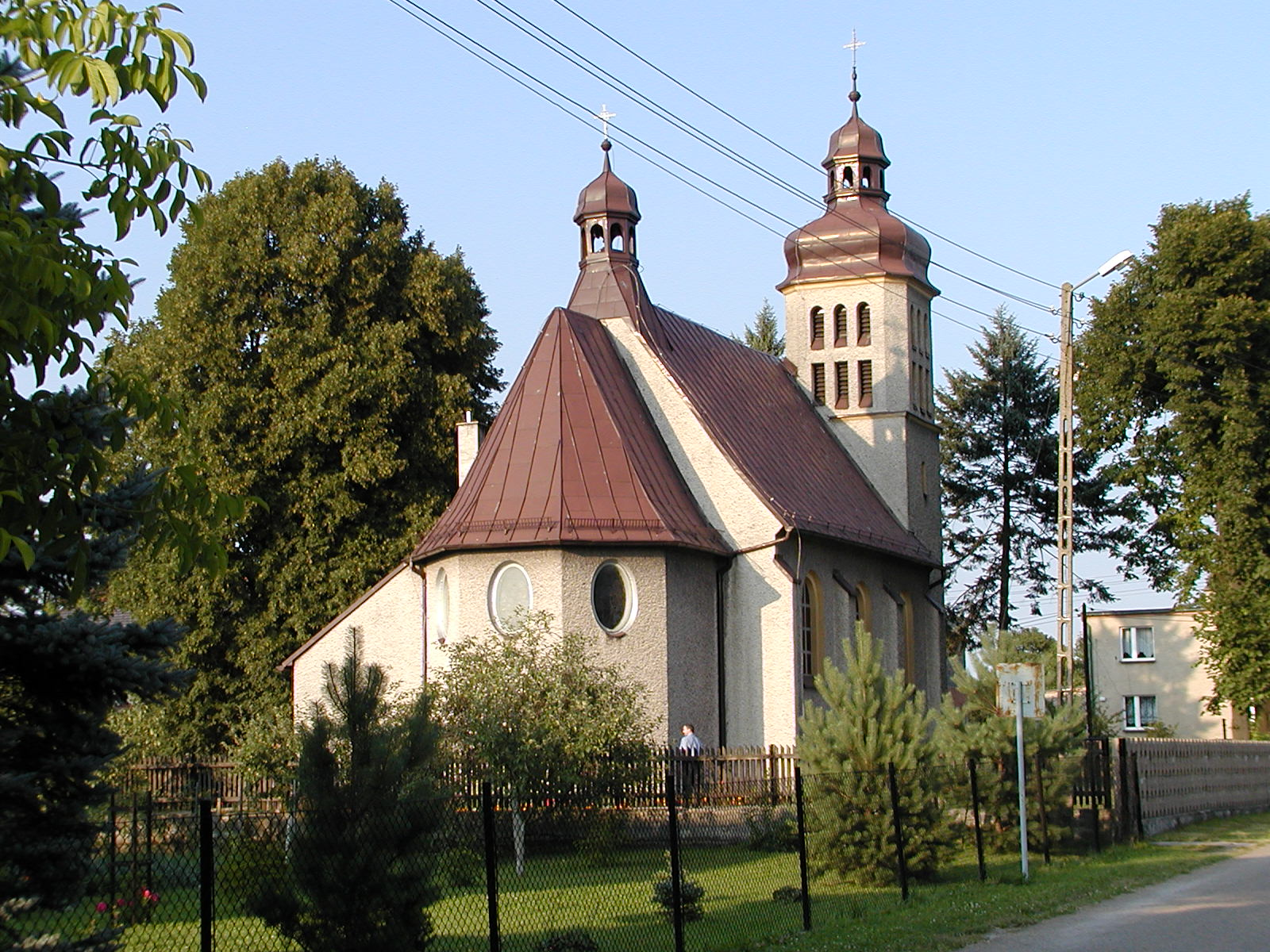
Die Kirche

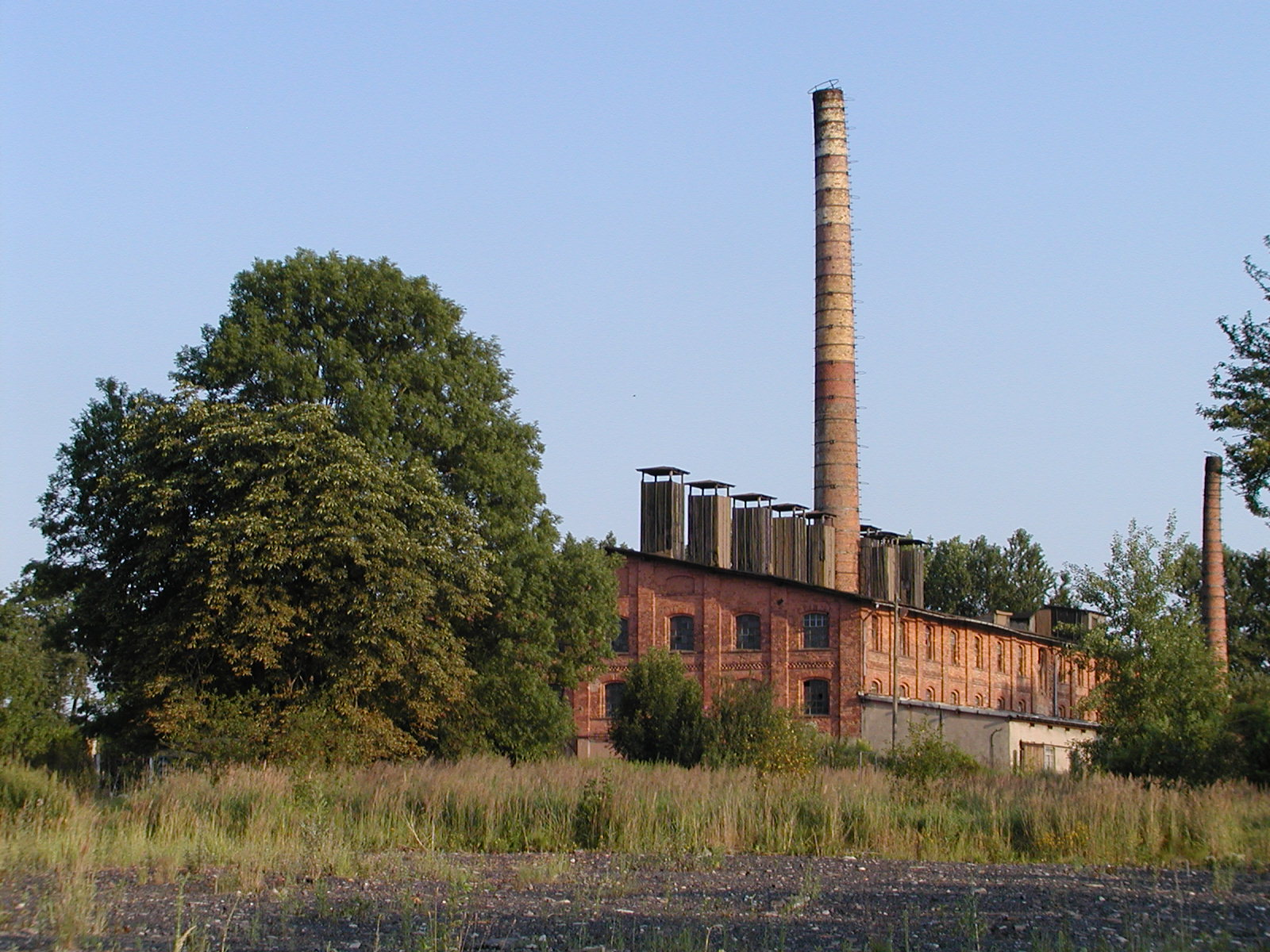
Die Ziegelei

Miedary (deutsch Miedar, 1936–1945 Immenwald) ist eine Ortschaft in Oberschlesien. Sie liegt in der Gemeinde Zbrosławice (Broslawitz) im Powiat Tarnogórski (Kreis Tarnowitz) in der Woiwodschaft Schlesien.

## Geografie
Miedary liegt fünf Kilometer nördlich vom Gemeindesitz Zbrosławice, acht Kilometer westlich von der Kreisstadt Tarnowskie Góry (Tarnowitz) und 29 Kilometer nordwestlich von der Woiwodschaftshauptstadt Katowice (Kattowitz).
Zu Miedary gehört zudem der Weiler Kopanina (Kopanina).

## Geschichte
Der Ort entstand spätestens im 13. Jahrhundert und wurde 1295–1305 im Liber fundationis episcopatus Vratislaviensis (Zehntregister des Bistums Breslau) erstmals urkundlich als „Modar“ erwähnt.
Der Ort wurde 1783 im Buch Beytrage zur Beschreibung von Schlesien als Miedar erwähnt, gehörte zum Landkreis Tost und hatte zwei Vorwerke, zehn Bauern, 24 Gärtner und 206 Einwohner. 1818 wurde der Ort als Miedar erwähnt. 1865 bestand Miedar aus einem Rittergut und einem Dorf und lag im Kreis Beuthen. Das Rittergut gehörte dem Grafen Praschma auf Falkenberg. Zum Rittergut gehörte das Vorwerk Kopanina, das dann in den Besitz der Freiherren von Fürstenberg kam. Das Dorf hatte neun Bauernstellen, 32 Gärtnerstellen, zehn Häuslerstellen und eine katholische Schule. Die Kirche lag in Broslawitz.
Bei der Volksabstimmung in Oberschlesien am 20. März 1921 stimmten 65 Wahlberechtigte für einen Verbleib bei Deutschland und 232 für Polen. Miedar verblieb beim Deutschen Reich und war bis 1922 Teil des Kreises Tarnowitz. 1936 wurde der Ort in Immenwald umbenannt. Bis 1945 befand sich der Ort im Landkreis Beuthen-Tarnowitz.
1945 kam der bis dahin deutsche Ort unter polnische Verwaltung und wurde in Miedary umbenannt und der Woiwodschaft Schlesien angeschlossen. Von 1945 bis 1954 war der Ort Sitz der Gemeinde Miedary. 1950 kam der Ort zur Woiwodschaft Kattowitz. 1999 kam der Ort zum wiedergegründeten Powiat Tarnogórski und zur neuen Woiwodschaft Schlesien.

## Sehenswürdigkeiten und Bauwerke
- Die katholische Kirche
- Das Schloss in Kopanina
- Die Ziegelei
- Das Bahnhofsgebäude
- Wegkreuze

## Wappen
Das Wappen bzw. Siegel zeigt einen traditionellen Bienenkorb und eine Heugabel. Das Wappen weist auf den landwirtschaftlichen Charakter des Ortes hin. Zudem leitet es sich vom Ortsnamen ab, der aus dem slawischen stammt und wahrscheinlich Honig bzw. Honigdorf bedeutet.

## Verkehr
Der Bahnhof Miedary liegt an der ehemaligen Bahnstrecke Zabrze Mikulczyce–Tworóg Brynek.

## Persönlichkeiten
- Friedrich Leopold Freiherr von Fürstenberg (1902–1969), Jurist, Kaufmann und Diplomat, Botschafter der Bundesrepublik Deutschland